# Skisjön, Ångermanland
Skisjön är en sjö i Örnsköldsviks kommun i Ångermanland och ingår i Nätraåns huvudavrinningsområde. Sjön är 13,5 meter djup, har en yta på 0,0558 kvadratkilometer och befinner sig 210 meter över havet. Sjön avvattnas av vattendraget Noretbäcken.

## Delavrinningsområde
Skisjön ingår i det delavrinningsområde (702879-162563) som SMHI kallar för Utloppet av Skisjön. Medelhöjden är 232 meter över havet och ytan är 1,3 kvadratkilometer. Det finns inga avrinningsområden uppströms utan avrinningsområdet är högsta punkten. Noretbäcken som avvattnar avrinningsområdet har biflödesordning 2, vilket innebär att vattnet flödar genom totalt 2 vattendrag innan det når havet efter 44 kilometer. Avrinningsområdet består mestadels av skog (83 procent). Avrinningsområdet har 0,07 kvadratkilometer vattenytor vilket ger det en sjöprocent på 5,4 procent.